# Степурина, Дора Фёдоровна
Дора Фёдоровна Степурина (23 марта 1908, Рудня, Саратовская губерния — 1981, Саратов) — советская актриса.

## Биография
Дора Степурина родилась 23 марта 1908 года в слободе Рудня Камышинского уезда Саратовской губернии (ныне районный центр в Волгоградской области).
В 1928 году окончила Саратовский театральный техникум. В Саратовском театре драмы работала с 1928 по 1980 год (исключая перерыв с 1932 по 1937 год).
За свою творческую жизнь Дора фёдоровна сыграла в театре более 300 ролей.

## Роли в театре

### Саратовский театр драмы
- «Доходное место» А. Н. Островского — Юленька
- «Умная дурочка» Лопе де Вега — Диана
- «Гроза» А. Н. Островского — Феклуша
- «Бесприданница» А. Н. Островского — Огудалова
- 1944 — «Лев Гурыч Синичкин» Дмитрия Ленского. Режиссёр: Г. Н. Несмелов — Раиса Минишна Сурмилова[1]
- 1944 — «Поединок» братьев Тур. Режиссёр: Г. Н. Несмелов — Осенина[2]
- 1948 — «На всякого мудреца довольно простоты» А. Н. Островского. Режиссёр: Георгий Сальников — Манефа
- 1958 — «Живой труп» Льва Толстого. Режиссёр: М. М. Ляшенко — Каты, цыганка
- 1962 — «Четверо под одной крышей» М. Смирнова, М. Крайндель. Режиссёр: Яков Рубин — Инна Модестовна
- 1964 — «Совесть» Д. Павлова. Режиссёр: Дмитрий Лядов — Малахова